# Wendjebauendjed
Wendjebauendjed levde i det det forntida Egypten och var general, hovfunktionär och överstepräst under farao Psusennes I under Egyptens tjugoförsta dynasti. Han är främst känd för sin intakta grav som hittades av Pierre Montet i den kungliga nekropolen i Tanis (NRT III).

## Biografi
Mycket lite är känt om hans liv annat än hans titlar, och Wendjebauendjed hade under sin livstid en mängd titlar inom det forntida Egyptens militärväsende, hovliv och religiösa liv. Han var bland annat Arvfurste, Sigillbärare till Konungen av Nedre Egypten, Guds fader, General och Arméns ledare, Överstepräst till Khonsu, Präst till "Osiris herren av Mendes", Superintendent till alla Gudars profeter samt även Superintendent till den Ende Vännen.

Wendjebauendjed hade sådana viktiga och höga ämbeten att man gav honom äran att bli begravd in den kungliga nekropolen, trots att han inte var kunglig. I enlighet med en av hans titlar, så kan han kanske ha varit från Mendes (Djedet). Hans mumifierade kvarlevor visar på att han kanske var av nubisk härkomst och att han troligen dog i femtioårsåldern.

## Gravens upptäckande

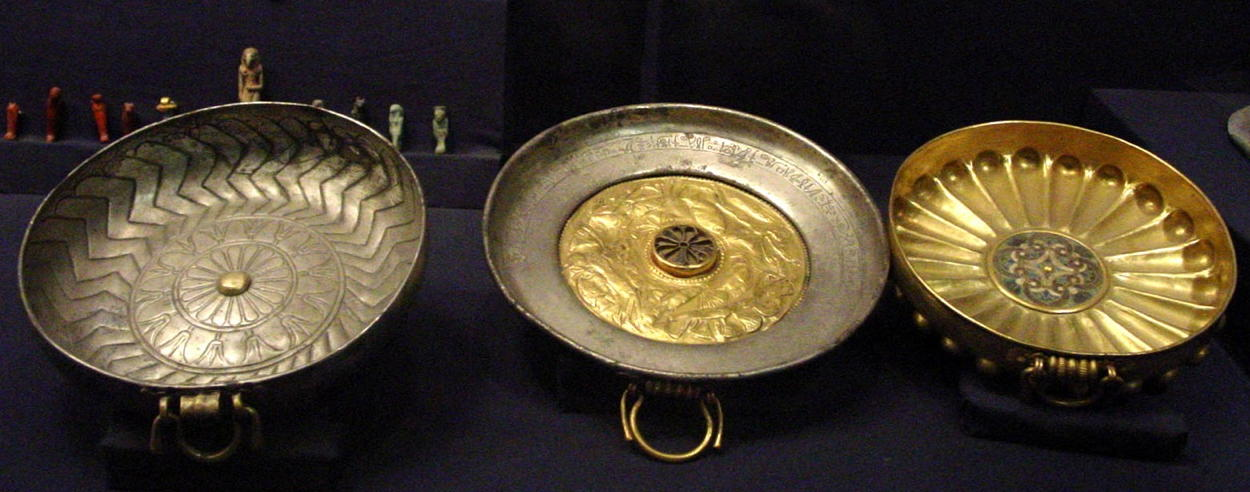
Tre skålar i guld och silver från Wendjebauendjeds grav.

Namnet Wendjebauendjed hittades ursprungligen av Pierre Montet och Georges Goyon 1939 ingraverat på några statyetter och shabtier funna inuti den då nyupptäckte gravkammaren som tillhörde Shoshenq II. Ett år senare hittade Montet Psusennes I:s gravkammare, vari man på faraons sarkofag fann ett förgyllt hjalt med Wendjebauendjed namn på.
Efter andra världskriget återkom Montet och Goyon och fortsatte sina utgrävningar i Tanis, och den 13 februari 1946 upptäckte man ytterligare en oplundrad gravkammare inne i den kungliga nekropolen. En återanvänd antropoid sarkofag som ursprungligen tillhört en Tredjepräst till Amon vid namn Amenhotep och daterade till Egyptens nittonde dynasti. Den nye ägaren till sarkofagen och till gravkammaren var Wendjebauendjed, vars namn fanns på åtskilliga objekt, och visade sig vara samma som på de objekt som hittades innan kriget. Hans sarkofag var täckt med bladguld och inuti fanns hans förgyllda och målade kista samt inuti denna ytterligare en kista helt i silver, bägge var dock i dåligt skick. Wendjebauendjeds ansikte var täckt av en guldmask, och en mängd juveler hittades inuti sarkofagen, såsom ringar, armband och förgyllda statyetter. Särskilt fina var tre skålar i guld och silver samt en statyett av Amon i hans form som en bagge. Runt sarkofagen i gravkammaren hittade man många shabti samt även Wendjebauendjeds fyra kanopkärl. Alla objekt befinner sig idag på Egyptiska museet i Kairo.